# Грин, Белинда
Белинда Линетт Грин (англ. Belinda Lynette Green) — австралийская актриса, радиоведущая и телеведущая,фотомодель2 и королева красоты, выигравшая конкурс Мисс Мира 1972 года в возрасте 20 лет, ветеринар и волонтёр. Она стала второй австралийкой, выигравшей этот почётный титул; первая, Пенелопа Пламмер, стала Мисс Мира 1968 в году. Конкурс проходил в британской столице городе Лондоне, в Королевском Альберт-Холле. Победа Грин пришлась на триумфальный для её континента год, когда Австралия выиграла корону Мисс Вселенная, титул Мисс Азиатско-Тихоокеанский регион и заняла первое место в конкурсе Мисс Интернешнл. Удостоена медали ордена Австралии, который получила отнюдь не за свою внешность.

## Биография
Белинда Грин родилась 4 мая 1952 года в мельбурнском районе Норт-Карлтон, в семье Гвен и Роберта. Она переехала в Сидней в подростковом возрасте, после смерти отца в 1959 году. Она выросла в Блэктауне в западном пригороде Сиднея и была одной из четырёх братьев и сестер. Грин посещала местную государственную школу вместе со своими братьями и сестрами в пригороде Сиднея Блэктауне. В подростковом возрасте Грин вместе со своей матерью работала уборщицей в мотеле в Нельсон-Бей, Новый Южный Уэльс. Когда Белинде было 18, к ней подошел модельный скаут из модельного агентства Вивьен в Австралии, и ей предложили пробы для персонажа их сказки. Позже она подписала модельный контракт с агентством.

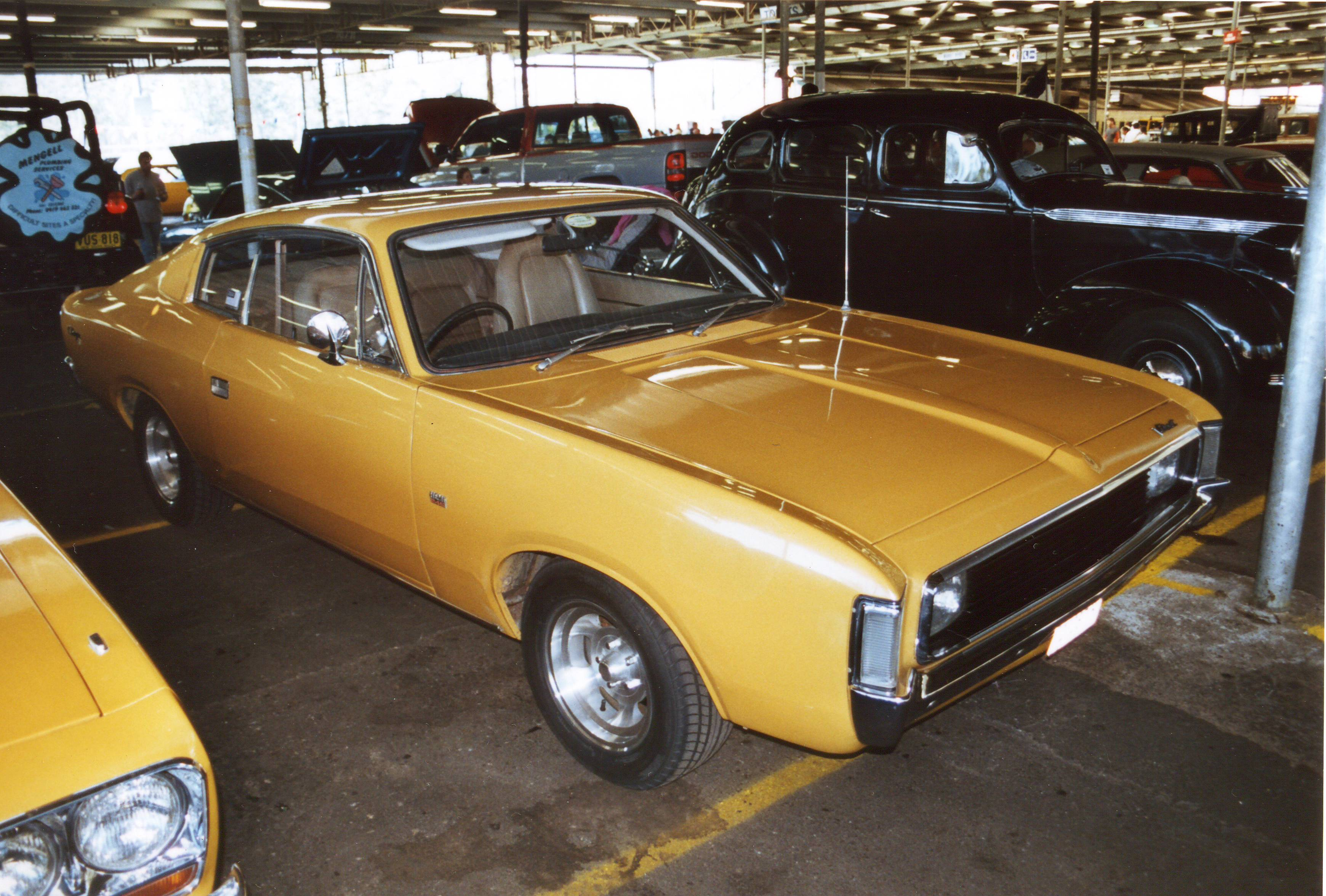
Золотой «Valiant Charger»

В двадцатилетнем возрасте Грин выиграла титул Мисс Мира обойдя 73 других участниц. Она была награждена 3 тысячами фунтов стерлингов. Конкурс проходил в Королевском Альберт-холле в Лондоне 1 декабря 1972 года. После этой победы актер и комик Боб Хоуп пригласил ее поехать развлекать американские войска во Вьетнаме на Рождество.
Грин продолжила свою театральную карьеру, став коронованной мисс Австралия-Бич в 1974 году в Перте. В этом конкурсе она была награждена золотым автомобилем «Valiant Charger». С тех пор Белинда сама не участвовала в соревнованиях, но была членом жюри различных конкурсов; в том числе «Мисс Тасмания 1999», «Мисс мира 2004» и «Лучшая леди тропиков» (2015).
В 1978—1979 годах Белинда путешествовала по Соединённым Штатам Америки и Европе, чтобы продолжить свою модельную карьеру. Во время путешествий она позировала для дизайнеров высокой моды, таких как Ральф Лорен. В это время Белинда предположительно была связана с певцом Родом Стюартом, но никогда не подтверждалось и не опровергалось было ли это правдой.
В 1979 году Белинда Грин переехала в Лос-Анджелес, где она жила в квартире в центре города. Она использовала различные возможности для самосовершенствования и посещала уроки актерского мастерства. Через 18 месяцев Грин вернулась в Сидней и уехала из своего семейного дома в Блэктауне. Затем Грин купила своё первое жильё — квартиру в восточном пригороде Сиднея, Белвью-Хилл.

## Личная жизнь

### Джон Синглтон
Белинда Грин познакомилась с Джоном Синглтоном, телеведущим и рекламным предпринимателем, в 1979 году. В то время Синглтон вёл ночную программу на 10 канале. Он убедил станцию нанять Белинду в качестве временной личности в эфире и это стало началом ее карьеры в СМИ. К 1981 году Белинда и Синглтон стали «преданными партнерами». Грин и Синглтон приняли участие в «церемонии духовного посвящения», в то время как Синглтон и его вторая жена Мэгги Эккардт разводились. Вскоре после этого Грин и Синглтон поженились в австралийской столице. Их первая дочь, Джесси Синглтон, родилась в августе 1982 года; вторая дочь, Салли Синглтон, родилась в октябре 1984 года. Грин и Синглтон отправили своих дочерей в частную школу в Сиднее для обучения в младших и старших классах. Семья переехала из восточного пригорода Сиднея на ферму Принцев в Хоксбери в декабре 1984 года.
После того, как Синглтона уволили с работы в апреле 1985 года, у пары начали возникать финансовые проблемы. Синглтон и Грин ненадолго расстались в 1986 году, когда Синглтон переехал в отель в городе. Однако несколько недель спустя Грин вернулась к Синглтону и они жили в арендованном доме недалеко от Хантерс-Хилл. Но в 1987 году брачный союз Грин и Синглтон окончательно и официально распался.

### Невилл Джеймс Браун
Белинда Линетт Грин встретила Невилла Джеймса Брауна в мае 1993 года, а в ноябре 1993 года они начали жить вместе в Сиднее. Браун — бизнесмен и инвестор австралийского происхождения, он родился в 1946 году. У него есть два сына от предыдущего брака. К 18 декабря 1993 года пара обвенчалась в католической церкви с небольшой церемонией. Джесси и Салли дочери Грин жили вместе с родителями.
Н. Д. Браун был предпринимателем и в 1989 году разработал «концепцию дистанционного личного обучения», названную «системой Хейла». По просьбе Брауна Грин стала частью продвижения этого делового предприятия, где она работала 18—20 часов в неделю и была именем, лицом и представителем бренда. Однако затея супругов не увенчалась успехом и в феврале 1997 года операции в «Хейле» завершились. В свою очередь, Браун потерял около 4-х миллионов австралийских долларов, вложенных в бизнес.
Браун и Грин делили сельскую собственность в Сидар-Браш-Крик, которую продали в 1994 году.
1 января 1997 года пара окончательно рассталась, хотя и проживали ещё под одной крышей. Вскоре после этого, 25 января 1997 года, Белинда и ее дочери покинули дом Брауна. 21 сентября 1998 года началось разбирательство по делу об урегулировании споров об имуществе: судья присудил Грин 36% капиталов пары в размере 4 039 133 долларов, а Брауну присудил оставшиеся 64%. Браун подал апелляцию по имущественным спорам в 1999 году, где судья согласился уменьшить размер компенсации Грина до 33,3% и увеличить размер компенсации Брауна ~ до 66,6%.

### Стив Мейсон
После этого Грин продолжила свою актерскую и медийную карьеру и в 2002 году познакомилась со своим нынешним мужем владельцем автосалона Стивом Мэйсоном. Вместе в 2004 году они приобрели ферму Glen Echo площадью 50 гектар, расположенную недалеко от городка Каура (штат Новый Южный Уэльс, Австралия). Грин и Мейсон поженились в 2012 году в провинциальном городке Нынган во время благотворительного автомобильного митинга «Дуэль в пустыне».
Грин и Мейсон разводят скаковых лошадей, о которых они заботятся на своей ферме в Нингане. Они выступают на своих лошадях на близлежащих ипподромах к Кауре.

## Работа со СМИ
Белинда Грин впервые начала свою карьеру в 18 лет, когда её заметило и подписало австралийское модельное агентство (см. вышке). В течение двух месяцев в 1989 году Грин работала радиокомментатором. После этого она раз в две недели вела колонку о красоте для «New Idea».
Белинда приняла участие в интервью журналу  в феврале 1979 года, где она приняла участие в игре «20 вопросов». Это интервью было превращено в статью и опубликовано в ежемесячном журнале «Playboy» — развлекательном журнале для мужчин, в котором регулярно публикуются модели, актеры, актрисы и предприниматели.
По окончании модельной карьеры Грин снялась в ряде телевизионных программ. Её первое появление на австралийском телевидении состоялось в 1975 году в реалити-шоу «Celebrity Squares». Продолжая актерскую карьеру она снялась в пяти эпизодах австралийского ситкома «Бобби Даззлер» в 1977 году, сыграв роль Фионы Форбс-Мартин.
В 1991 году она также участвовала в «Полуденном шоу» со своим собственным сегментом, посвященным моде, красоте и здоровью. Затем она продюсировала пятнадцать эпизодов программы «Let’s Get a Life» для «Renaissance Television», программы о стиле жизни.
В 2003 году она также участвовала в программе «Доброе утро, Австралия». Завершая свою актёрскую карьеру, она снялась в эпизоде австралийского реалити-шоу «Красавица и компьютерщик» в 2009 году. После ухода со сцены Грин время от времени появлялась в телевизионных рекламных роликах, в основном в Австралии, включая рекламу витаминов и рекламу по продаже земельных участков.

## Дальнейшая жизнь, работа и благотворительная деятельность
Переехав в Кауру со своим мужем Стивом Мейсоном в 2002 году, Белинда Грин стала офицером скорой помощи сельской пожарной службы. Кроме того, в последующие годы она стала членом комитета жокейского клуба «Cowra», а также волонтёром «Cowra Special Needs Group», и зарегистрированным опекуном и спасателем дикой природы. Грин принял участие в приключенческом автопробеге «Дуэль в пустыне», чтобы способствовать продвижению регионального австралийского туризма, а также собрать деньги для австралийцев на Паралимпийских играх 2004 года. Грин также стала сторонником «Wheelchair Sports NSW» в 2004 году и использовала «Дуэли в пустыне» для повышения осведомленности и сбора средств для поддержки этой группы. После этого в 2005 году Грин связалась с «Fashions on the Field» Нового Южного Уэльса, продавая входные билеты, чтобы собрать деньги для помощи при пожаре в сельской местности. Грин представила свою страсть к животным и дикой природе, работая волонтером с макроподами W.I.R.E.S. (кенгуру и валлаби).
В 2013 году Б. Грин была награждена медалью Ордена Австралии в честь Дня рождения королевы Елизаветы Александры Марии за заслуги перед сообществом Нового Южного Уэльса.

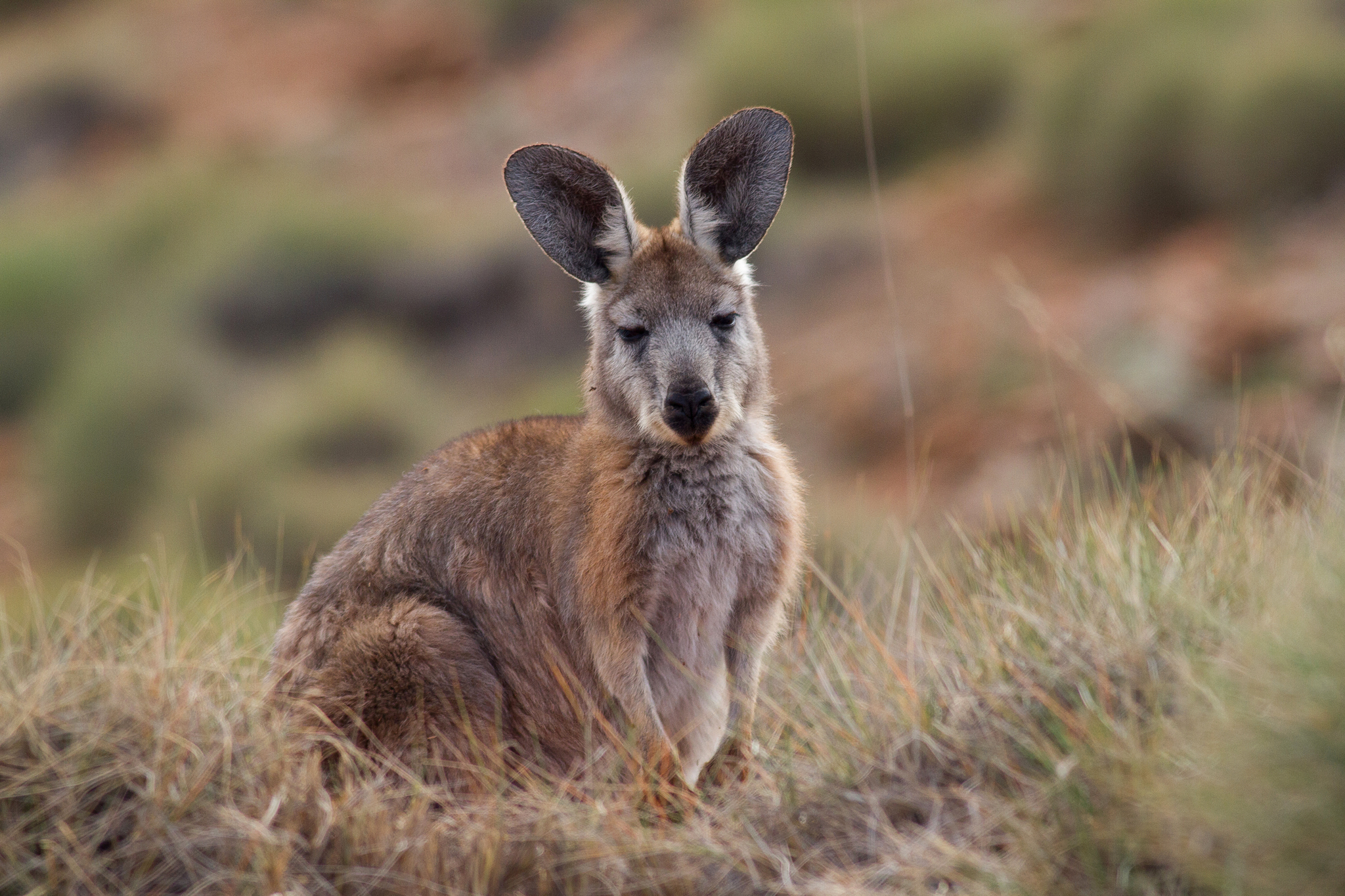
Горный валлару

В 2018 году Белинда Грин провела благотворительное мероприятие в день Кубка Мельбурна, чтобы собрать пожертвования для «Wheelchair Sports NSW»; мероприятие проходило в гольф-клубе «Kareela» в Сиднее.
Однажды принеся своего больного валлару в клинику по уходу за дикой природой Южного Креста доктора Ральфа в 2011 году, Грин, увидев катастрофическую нехватку персонала, начала работать волонтером в клинике, мыла полы и готовила кофе. В 2012 году она начала онлайн изучать ветеринарный уход в центре ухода за дикой природой Южного Креста, больнице для животных в Брейдвуде, чтобы получить навыки, необходимые для оказания помощи животным в клинике. В 2014 году Грин стала зарегистрированным опекуном и спасателем дикой природы, а также постоянным сотрудником клиники доктора Ральфа в качестве ветеринарной медсестры.
Полностью уйдя из модельного бизнеса, Грин проявила себя как вдохновенный оратор. Она говорила на самые разные темы, однако прежде всего сосредотачивалась на том, как справиться со стрессом, тревогами и давлением современной жизни, особенно женщинам.
Белинда Линетт Грин-Мейсон несколько раз была приглашенным докладчиком, в том числе в 2006 году на конференции «Ротари-клубов», «Шоу-общества Уолбандри», «Австралийской ассоциации альпака» и конференции «AMP Services».